# Le Retour de Jack
Pour les articles homonymes, voir Kiss Kiss Bang Bang.
Le Retour de Jack (Kiss Kiss, Bang Bang) est le premier épisode de la deuxième saison de la série Torchwood.

## Synopsis
Après un retour assez controversé au sein de l'équipe de Torchwood, Jack Harkness est confronté à la visite étrange d'un ancien agent du temps, John Hart, avec lequel il avait eu une relation autrefois. Les méthodes de celui-ci étant extrêmement douteuses, Jack est réticent à collaborer avec lui.

## Continuités
- On retrouve la fascination de Ianto pour les chronomètres, dont il avait fait preuve en clin d'œil dans Ils tuent encore Suzie.

### Liens avec leWhoniverse
- Comme conclu à la fin de l'épisode Le Dernier Seigneur du temps (Doctor Who) Jack ne peut rien faire contre son immortalité et doit se résigner à cela.
- Encore une fois, la transition entre ce que l'on a vu dans Doctor Who et l'épisode offre un décalage. Ainsi, dans Le Dernier Seigneur du temps,  Jack Harkness rentrait dans le laboratoire de Torchwood en journée, alors qu'ici il passe voir son équipe en pleine nuit. De plus, dans Que tapent les tambours Saxon explique que l'équipe de Torchwood 3 a été démantelée et envoyée au loin alors que rien ne semble trahir cela. Toutefois, une note sur le site officiel de la série sur la BBC montre une note de service expliquant qu'ils ont tous été envoyés en Himalaya afin d'enquêter sur une nouvelle brèche, or, à leur arrivée ils n'ont rien trouvé et ont été piégés par une avalanche. Lorsqu'ils sont revenus à Cardiff, une semaine s'était écoulé, et seuls des événements politiques complexes avaient eu lieu.
- Le capitaine John utilise un « brillant à lèvre paralysant », idée qui sera reprise pour River Song et son rouge à lèvres.

## Production
Le tournage de cet épisode eu lieu à Cardiff en juillet 2007. La scène de bagarre dans le bar entre James Marsters et John Barrowman avait été décrite dans le scripte comme étant « sexy mais brutale » et se voulait comme l'équivalent de la scène de combat du film Love. Finalement, même si elle ne dure qu'une minute à l'écran, il aura fallu toute une journée pour le tournage, Marsters et Barrowman ayant décidé d'assurer 80 % des cascades
Cet épisode fait apparaître pour la première fois l'acteur James Marsters, habitué des séries Buffy contre les vampires et Angel dont Russell T Davies est fan, dans le rôle du Capitaine John Hart.
À l'origine, John Hart était censé venir depuis la faille sur une sorte de planche de surf dimensionnelle, similaire à celle trouvée dans l'épisode de Doctor Who L'Explosion de Cardiff (et référence au Surfeur d'Argent), mais au dernier moment Chibnall a pensé que c'était plus "cool de le faire sortir de la faille comme s'il faisait cela tous les jours." À noter que pour montrer les changements intervenus depuis La Fin des temps les manifestations de la faille sont dorénavant d'une couleur orangée. 
C'est le producteur exécutif Russell T Davies qui a voulu le design du Blowfish de début d'épisode, comme une sorte de « Nemo mais en version démoniaque ». Une nouvelle fois c'est l'acteur Paul Kasey (qui joue le rôle des Weevils dans la série) qui se trouve sous le costume. Deux versions du costume ont été créées, une avec des mimiques animées, une autre vide permettant l'explosion de la tête dans le pré-générique.